# برينستون ريفيو
برينستون ريفيو (بالإنجليزية: The Princeton Review)‏ هي شركة خدمات قبول جامعية تقدم خدمات التحضير للاختبار، وموارد الدروس الخصوصية والقبول، والدورات عبر الإنترنت. تمتلك الشركة أكثر من 4000 مدرس ومعلم في الولايات المتحدة وكندا وامتيازات ومكاتب دولية في 21 دولة.  يقع المقر الرئيسي للشركة في مدينة نيويورك، وهي مملوكة للقطاع الخاص. على الرغم من أسمها، إلا أنه غير مرتبط بجامعة برينستون. 

## خدمات التحضير للامتحان

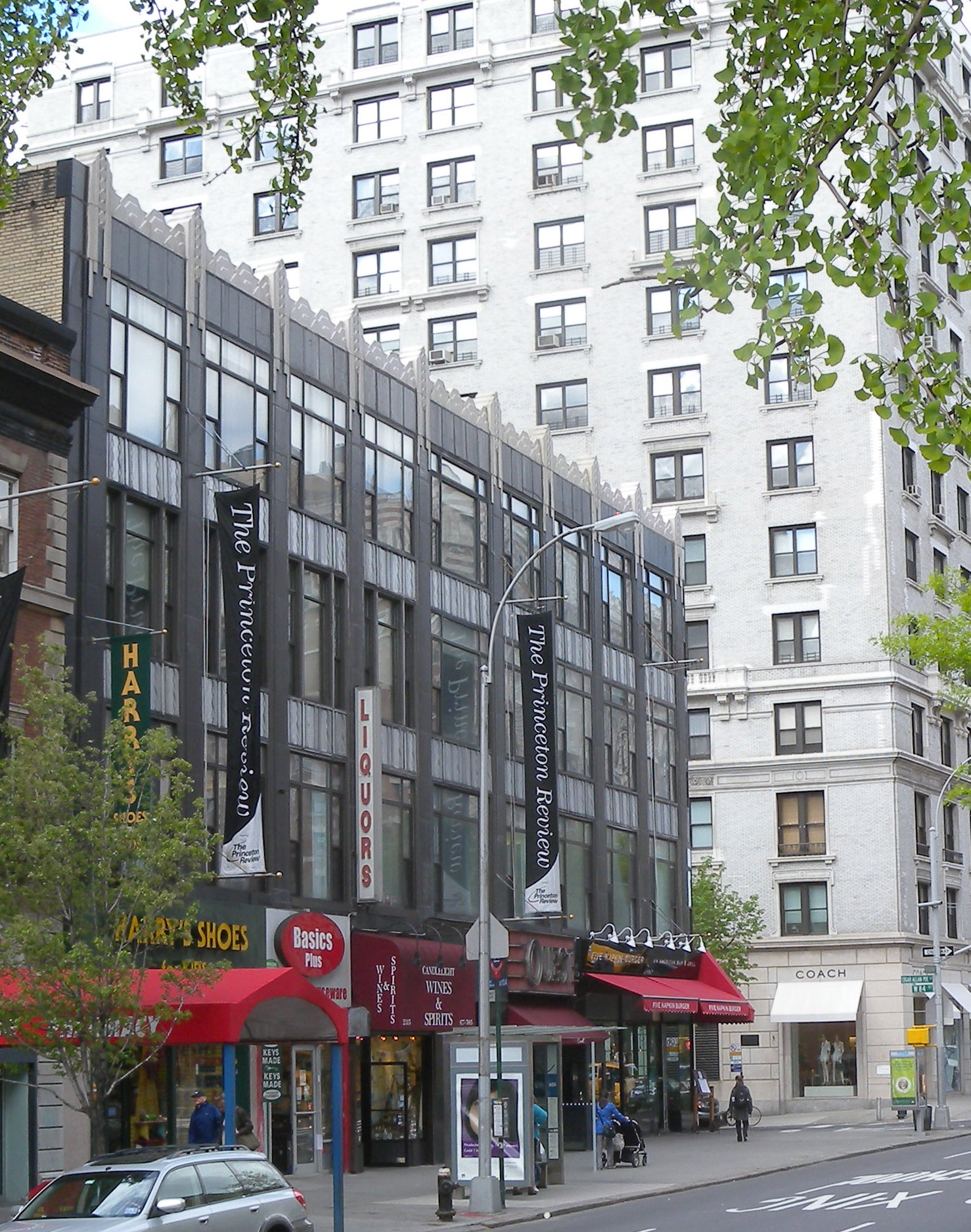
المدرسة في برودواي

تقدم برينستون ريفيو دورات تحضيرية للاختبار، وخدمات دروس خصوصية، و/أو كتيبات إرشادية للاختبارات المختلفة عبر موقع برينستون ريفيو الإلكتروني: 
- امتحان الترخيص الطبي الأمريكي
- اختبار الإنجليزية كلغة أجنبية
- إختبار محلل مالي معتمد (المستوي الأول)
- إختبار محلل مالي معتمد (المستوي الثاني)
- إختبار سات

تقدم الشركة دورات تدريبية في جميع أنحاء العالم من خلال امتيازات مملوكة للشركة وطرف ثالث. تشمل البلدان التي لديها امتيازات برينستون ريفيو في أذربيجان والبحرين ومصر وهونغ كونغ والهند وإندونيسيا والأردن وكازاخستان والكويت ولبنان وماليزيا والمكسيك وعمان والفلبين وقطر والمملكة العربية السعودية وكوريا الجنوبية وسويسرا وتركيا والولايات المتحدة العربية طيران الإمارات وفيتنام . 

## روابط خارجية
- الموقع الرسمي